# Lijst van voetbalinterlands Italië - Oekraïne
Deze lijst van voetbalinterlands is een overzicht van alle officiële voetbalwedstrijden tussen de nationale teams van Italië en Oekraïne. De landen speelden tot op heden tien keer tegen elkaar. De eerste ontmoeting, een kwalificatiewedstrijd voor het Europees kampioenschap voetbal 1996, werd gespeeld op 29 maart 1995 in Kiev. De laatste confrontatie, een kwalificatiewedstrijd voor het Europees kampioenschap voetbal 2024, dateert van 20 november 2023 in Leverkusen (Duitsland).

## Wedstrijden
| №  | Plaats         | Datum             | Competitie           | Wedstrijd         | Uitslag |
| -- | -------------- | ----------------- | -------------------- | ----------------- | ------- |
| 1  | Kiev           | 29 maart 1995     | EK 1996 kwalificatie | Oekraïne – Italië | 0 – 2   |
| 2  | Bari           | 22 november 1995  | EK 1996 kwalificatie | Italië – Oekraïne | 3 – 1   |
| 3  | Lausanne       | 2 juni 2006       | Vriendschappelijk    | Italië – Oekraïne | 0 – 0   |
| 4  | Kaiserslautern | 30 juni 2006      | WK 2006              | Italië – Oekraïne | 3 – 0   |
| 5  | Rome           | 17 oktober 2006   | EK 2008 kwalificatie | Italië – Oekraïne | 2 – 0   |
| 6  | Kiev           | 12 september 2007 | EK 2008 kwalificatie | Oekraïne – Italië | 1 – 2   |
| 7  | Kiev           | 29 maart 2011     | Vriendschappelijk    | Oekraïne – Italië | 0 – 2   |
| 8  | Genua          | 10 oktober 2018   | Vriendschappelijk    | Italië – Oekraïne | 1 – 1   |
| 9  | Milaan         | 12 september 2023 | EK 2024 kwalificatie | Italië − Oekraïne | 2 − 1   |
| 10 | Leverkusen     | 20 november 2023  | EK 2024 kwalificatie | Oekraïne − Italië | 0 − 0   |

## Samenvatting
| Competitie        | Totaal gespeeld | Winst Italië | Gelijk | Winst Oekraïne | Doelsaldo Italië – Oekraïne |
| ----------------- | --------------- | ------------ | ------ | -------------- | --------------------------- |
| WK-eindronde      | 1               | 1            | 0      | 0              | 3 − 0                       |
| EK-kwalificatie   | 6               | 5            | 1      | 0              | 11 − 3                      |
| Vriendschappelijk | 3               | 1            | 2      | 0              | 3 − 1                       |
| Totaal            | 10              | 7            | 3      | 0              | 15 − 4                      |

## Details

### Vierde ontmoeting
| WK 2006 (Kaiserslautern, Duitsland, 30 juni 2006): |                | |
| Italië | 3 – 0          | Oekraïne |
| Gianluca Zambrotta 6' Luca Toni 59' Luca Toni 69' | goals (assist) | |
| Marcello Lippi | bondscoach     | Oleh Blochin |
| Gianluigi Buffon Fabio Grosso Fabio Cannavaro Andrea Barzagli Gennaro Gattuso 77' Luca Toni Francesco Totti Mauro Camoranesi 68' Gianluca Zambrotta Simone Perrotta Andrea Pirlo 68' | opstellingen   | Oleksandr Sjovkovskyj Andrij Nesmatsjny Anatoli Tymosjtsjoek 45+2' Andriy Rusol Andrij Sjevtsjenko Oleg Shelayev Oleg Goesjev Andriy Gusin 72' Artem Milevsky Maksim Kalinichenko 20' Vyacheslav Sviderskyi |
| Massimo Oddo 68' Simone Barone 68' Cristian Zaccardo 77' | wissels        | 20' Andriy Vorobey 45+2' Vladyslav Vaschuk 72' Oleksiy Belik |
| | gele kaarten   | 16' Vyacheslav Sviderskyi 21' Maksim Kalinichenko 67' Artem Milevsky |

FIGC · A-internationals · Selecties · Bondscoaches · Italiaans vrouwenelftal · Olympisch elftal · Italië U21 · Italië U20 · Italië U19 · Italië U18 · Italië U17 · Italië U16 · Vrouwen U17
1910 – 1919 ·
1920 – 1929 ·
1930 – 1939 ·
1940 – 1949 ·
1950 – 1959 ·
1960 – 1969 ·
1970 – 1979 ·
1980 – 1989 ·
1990 – 1999 ·
2000 – 2009 ·
2010 – 2019 ·
2020 − 2029
EK's: 1968 · 
1980 · 
1988 · 
1996 · 
2000 · 
2004 · 
2008 · 
2012 · 
2016 ·
2020 ·
2024
WK's: 1934 · 
1938 · 
1950 · 
1954 · 
1962 · 
1966 · 
1970 · 
1974 · 
1978 · 
1982 · 
1986 · 
1990 · 
1994 · 
1998 · 
2002 · 
2006 · 
2010 · 
2014
OS: 1912 · 
1920 · 
1924 · 
1928 · 
1936 · 
1948 · 
1952 · 
1960 · 
1984 · 
1988 · 
1992 · 
1996 · 
2000 · 
2004 · 
2008
1911 · 
1912 · 
1913 · 
1914 · 
1915 · 
1916 · 1917 · 1918 · 1919 · 
1920 · 
1921 · 
1922 · 
1923 · 
1924 · 
1925 · 
1926 · 
1927 · 
1928 · 
1929 · 
1930 · 
1931 · 
1932 · 
1933 · 
1934 · 
1935 · 
1936 · 
1937 · 
1938 · 
1939 · 
1940 · 
1941 · 
1942 · 
1943 · 1944 · 
1945 · 
1946 · 
1947 · 
1948 · 
1949 · 
1950 · 
1952 · 
1952 · 
1953 · 
1954 · 
1955 · 
1956 · 
1957 · 
1958 · 
1959 · 
1960 · 
1961 · 
1962 · 
1963 · 
1964 · 
1965 · 
1966 · 
1967 · 
1968 · 
1969 · 
1970 · 
1971 · 
1972 · 
1973 · 
1974 · 
1975 · 
1976 · 
1977 · 
1978 · 
1979 · 
1980 · 
1981 · 
1982 · 
1983 · 
1984 · 
1985 · 
1986 · 
1987 · 
1988 · 
1989 · 
1990 ·
1991 · 
1992 · 
1993 · 
1994 · 
1995 · 
1996 · 
1997 · 
1998 · 
1999 · 
2000 · 
2001 · 
2002 · 
2003 · 
2004 · 
2005 · 
2006 · 
2007 · 
2008 · 
2009 · 
2010 · 
2011 · 
2012 · 
2013 · 
2014 · 
2015 · 
2016 · 
2017 ·
2018 ·
2019 ·
2020 ·
2021 ·
2022 ·
2023 ·
2024
Albanië ·
Algerije ·
Argentinië ·
Armenië ·
Australië ·
Azerbeidzjan ·
België ·
Bosnië en Herzegovina ·
Brazilië ·
Bulgarije ·
Canada ·
Chili ·
China ·
Costa Rica ·
Cyprus ·
DDR ·
Denemarken ·
Duitsland ·
Ecuador ·
Egypte ·
Engeland ·
Estland ·
Faeröer ·
Finland ·
Frankrijk ·
Georgië ·
Ghana ·
Griekenland ·
Haïti ·
Hongarije ·
Ierland ·
IJsland ·
Israël ·
Ivoorkust ·
Japan ·
Joegoslavië ·
Kameroen ·
Kroatië ·
Liechtenstein · 
Litouwen ·
Luxemburg ·
Malta ·
Marokko ·
Mexico ·
Moldavië ·
Montenegro ·
Nederland ·
Nieuw-Zeeland ·
Nigeria ·
Noord-Ierland ·
Noord-Korea ·
Noord-Macedonië ·
Noorwegen ·
Oekraïne ·
Oostenrijk ·
Paraguay ·
Peru ·
Polen ·
Portugal ·
Roemenië ·
Rusland ·
San Marino ·
Saoedi-Arabië ·
Schotland ·
Servië ·
Servië en Montenegro ·
Slovenië ·
Slowakije ·
Sovjet-Unie ·
Spanje ·
Tsjechië ·
Tsjecho-Slowakije ·
Tunesië ·
Turkije ·
Uruguay ·
Venezuela ·
Verenigde Staten ·
Wales ·
Wit-Rusland ·
Zuid-Afrika ·
Zuid-Korea ·
Zweden ·
Zwitserland
Argentinië (1982) · 
Australië (2006) · 
België (2016) · 
België (2021) · 
Brazilië (1970) · 
Brazilië (1982) · 
Brazilië (1994) · 
Costa Rica (2014) · 
Duitsland (2006) · 
Duitsland (2012) · 
Engeland (2012) ·
Engeland (2014) ·
Engeland (2021) ·
Frankrijk (2000) · 
Frankrijk (2006) · 
Frankrijk (2008) · 
Ghana (2006) · 
Hongarije (1938) · 
Ierland (2012) · 
Joegoslavië (1968) · 
Kameroen (1982) · 
Kroatië (2012) · 
Nederland (2008) · 
Nieuw-Zeeland (2010) · 
Oekraïne (2006) · 
Oostenrijk (2021) · 
Paraguay (2010) · 
Peru (1982) · 
Polen (1982, 1) · 
Polen (1982, 2) · 
Roemenië (2008) · 
Spanje (2008) ·
Spanje (2012, 1) ·
Spanje (2012, 2) ·
Spanje (2016) ·
Spanje (2021) ·
Tsjechië (2006) · 
Turkije (2021) · 
Uruguay (2014) · 
Verenigde Staten (2006) · 
Wales (2021) · 
West-Duitsland (1982) · 
Zweden (2016) · 
Zwitserland (2021)
FFOe · A-internationals · Bondscoaches · Statistieken · Oekraïens vrouwenelftal · Olympisch elftal · Oekraïne U21 · Oekraïne U20 · Oekraïne U19 · Oekraïne U18 · Oekraïne U17 · Oekraïne U16
1992 – 1999 · 
2000 – 2009 · 
2010 – 2019 · 
2020 – 2029
EK's: 1992** · 
1996 · 
2000 · 
2004 · 
2008 · 
2012 · 
2016 · 
2020 · 
2024
WK's: 1994 · 
1998 · 
2002 · 
2006 · 
2010 · 
2014 · 
2018 ·
2022
1992 · 
1993 · 
1994 · 
1995 · 
1996 · 
1997 · 
1998 · 
1999 · 
2000 · 
2001 · 
2002 · 
2003 · 
2004 · 
2005 · 
2006 · 
2007 · 
2008 · 
2009 · 
2010 · 
2011 · 
2012 · 
2013 · 
2014 · 
2015 ·
2016 ·
2017 ·
2018 ·
2019 ·
2020 ·
2021
Albanië ·
Andorra ·
Armenië ·
Azerbeidzjan ·
Bahrein ·
België ·
Bosnië en Herzegovina ·
Brazilië ·
Bulgarije ·
Canada ·
Chili ·
Costa Rica ·
Cyprus ·
Denemarken ·
Duitsland ·
Engeland ·
Estland ·
Faeröer ·
Finland · 
Frankrijk ·
Georgië ·
Griekenland ·
Hongarije ·
Ierland ·
IJsland ·
Iran ·
Israël ·
Italië ·
Japan ·
Joegoslavië ·
Kameroen · 
Kazachstan ·
Kosovo ·
Kroatië ·
Letland ·
Libië ·
Litouwen ·
Luxemburg ·
Malta ·
Marokko ·
Mexico ·
Moldavië ·
Montenegro ·
Nederland ·
Niger ·
Nigeria ·
Noord-Ierland ·
Noord-Macedonië ·
Noorwegen ·
Oezbekistan ·
Oostenrijk ·
Polen ·
Portugal ·
Roemenië ·
Rusland ·
San Marino ·
Saoedi-Arabië ·
Schotland ·
Servië ·
Servië en Montenegro ·
Slovenië ·
Slowakije ·
Spanje ·
Tsjechië ·
Tunesië ·
Turkije ·
Uruguay ·
Verenigde Arabische Emiraten ·
Verenigde Staten ·
Wales ·
Wit-Rusland ·
Zuid-Korea ·
Zweden ·
Zwitserland
Duitsland (2016) ·
Engeland (2012) · 
Engeland (2021) ·
Frankrijk (2012) · 
Italië (2006) · 
Nederland (2021) · 
Noord-Ierland (2016) · 
Noord-Macedonië (2021) · 
Oostenrijk (2021) · 
Saoedi-Arabië (2006) ·
Spanje (2006) ·
Tunesië (2006) ·
Zweden (2012) · 
Zweden (2021) · 
Zwitserland (2006)
** = Onder de naam Gemenebest van Onafhankelijke Staten